# Operațiunea Omega
Operațiunea Omega (în engleză Omega Doom) este un film dramatic, SF postapocaliptic, thriller de acțiune din 1996 scris și regizat de Albert Pyun. În rolurile principale au jucat actorii Rutger Hauer, Shannon Whirry și  Norbert Weisser.

## Prezentare
La sfârșitul unui război mondial între oameni și roboți,  bombele nucleare au fost detonate și a început o epocă întunecată, fără tehnologie sau electricitate. În ultima zi a războiului, în timp ce bombele nucleare sunt detonate, unul dintre roboți, Omega Doom, este împușcat în cap de un soldat muribund Împușcătura face ca programarea lui Doom de distrugere a omenirii să fie ștearsă. După ce lumea a fost curățată relativ de oameni de către ciborgi, au rămas doar ciborgii și roboții. După un timp, Omega Doom ajunge într-un oraș distrus, unde întâlnește o comunitate neobișnuită de roboți și de Romi (roboți mai noi și mai avansați), care se află în conflict.
În oraș, Omega Doom constată că au mai rămas doar doi roboți pașnici - o fostă dădacă care acum lucrează ca barman și capul unui fost profesor, pe care ceilalți roboți îl folosesc ca minge. Omega Doom ajută Capul să găsească un corp și acesta îi spune lui Doom despre un stoc de arme ascunse. Atât roboții cât și Romii își doresc aceste arme pentru a continua distrugerea ultimilor oameni.
În cele din urmă, Omega Doom îi face pe roboți să promită că vor distruge Romii în schimbul a jumătate din arme; dar el propune aceeași afacere și Romilor. Roboții și Romii ajung să se lupte între ei, ceea ce duce la distrugerea reciprocă. După aceea, Doom îi părăsește pe ultimii doi roboți pașnici (Barmanul și Capul) și pe cel care rămâne în fruntea orașului și Doom își continuă rătăcirile sale.

## Distribuție
- Rutger Hauer - Omega Doom
- Anna Katarina - Barman
- Norbert Weisser - Capul
- Shannon Whirry - Zed, Droid leader
- Simon Poland - Zed Too, Droid
- Jahi Zuri - Marko, Droid
- Earl White - Titus, Droid
- Tina Coté - Blackheart, conducătorul Romilor (roboți mai noi și mai avansați)
- Jill Pierce - Zinc, Rom
- Cynthia Ireland - Ironface, Rom
- Jozef Apolen - cercetător

## Legături externe
- Operațiunea Omega, imdb.com

## Vezi și
- Listă de filme apocaliptice